# 横岳頼房
横岳 頼房（よこだけ よりふさ）は、室町時代の武将。少弐氏の重臣。横岳氏の祖である。肥前西島城の城主。

## 略歴
少弐氏10代当主の筑前・豊前守護少弐貞頼の子として誕生する。兄は、少弐氏11代当主の筑前守護少弐満貞。頼房は筑前大宰府の横岳に居住して横岳を名乗り、横岳氏の祖となる。
永享元年（1429年）に大内盛見は室町幕府6代将軍の足利義教に拝謁した。室町幕府は筑前を御料所に定め、盛見は筑前の代官に任命された。筑前守護を失った頼房の兄の少弐満貞と豊後守護大友持直は大内盛見と戦い、永享3年（1431年）に敗死させた。
当時、幕府は九州探題渋川氏を置いていたものの実力がなく、九州の支配を大内氏に依存していた。『看聞日記』によると、幕府は大内盛見の討死に驚き、永享5年（1433年）に盛見の甥の大内持世に少弐、大友の追討令を下して九州に下向させた。満貞は持世と戦い、筑前秋月城で自刃し、満貞の子の資嗣は、肥前与賀荘まで逃れたが討死した。
兄の死後、頼房は資嗣の弟で年少の嘉頼、教頼とともに対馬守護の宗貞盛を頼って逃れた。『北肥戦記』によると、頼房は永享5年の冬に東肥前に潜伏していた。翌、永享6年（1434年）正月に高木胤秋、千葉介胤鎮、龍造寺家季、於保宗親、小田貞光、馬場資幸、江上常種、姉川友安らと、一族の宗、出雲、筑紫、朝日などと一味同心した。
頼房は九州探題渋川満直と肥前神崎で戦い、満直を敗死させて探題の残党を退治して東肥前を領有した。その後、頼房は少弐氏の代官として三根郡に移住し、文安元年（1444年）頃までに三根郡の拠点として西島城を築いた。

## 頼房に同心した一族・国人

### 肥前国
- 少弐一門
  - 宗氏 - 対馬守護の宗氏の同族。
  - 朝日氏 - 養父郡朝日山城城主。
  - 出雲氏 - 三根郡千栗八幡宮の宮司。
  - 筑紫氏 - 基肄郡勝尾城城主。
  - 馬場資幸（馬場氏） - 馬場頼周の曽祖父。
- 神埼郡
  - 江上常種（江上氏） - 大蔵氏の一族。勢福寺城城主。以後、少弐氏の家臣。
  - 姉川友安（姉川氏） - 菊池氏の一族。姉川城城主。以後、少弐氏の家臣。
- 佐嘉郡 - 少弐氏は佐嘉郡与賀荘の地頭で、古くからの家臣が多い。
  - 高木胤秋　(高木氏) - 高木氏は南北朝の頃まで河上社の大宮司を世襲して栄えた。
  - 龍造寺家季　(龍造寺氏) - 高木氏の一族。
  - 於保宗親（於保氏） - 高木氏の一族。
  - 小田貞光（小田氏） - 西遷御家人。肥前小田氏。蓮池城城主。この時期、少弐氏の家臣。
- 小城郡
  - 千葉胤鎮　(千葉氏) - 西遷御家人。小城千葉氏。最盛期には、肥前国最大[7]の勢力だった。